# Pražské dětské divadlo

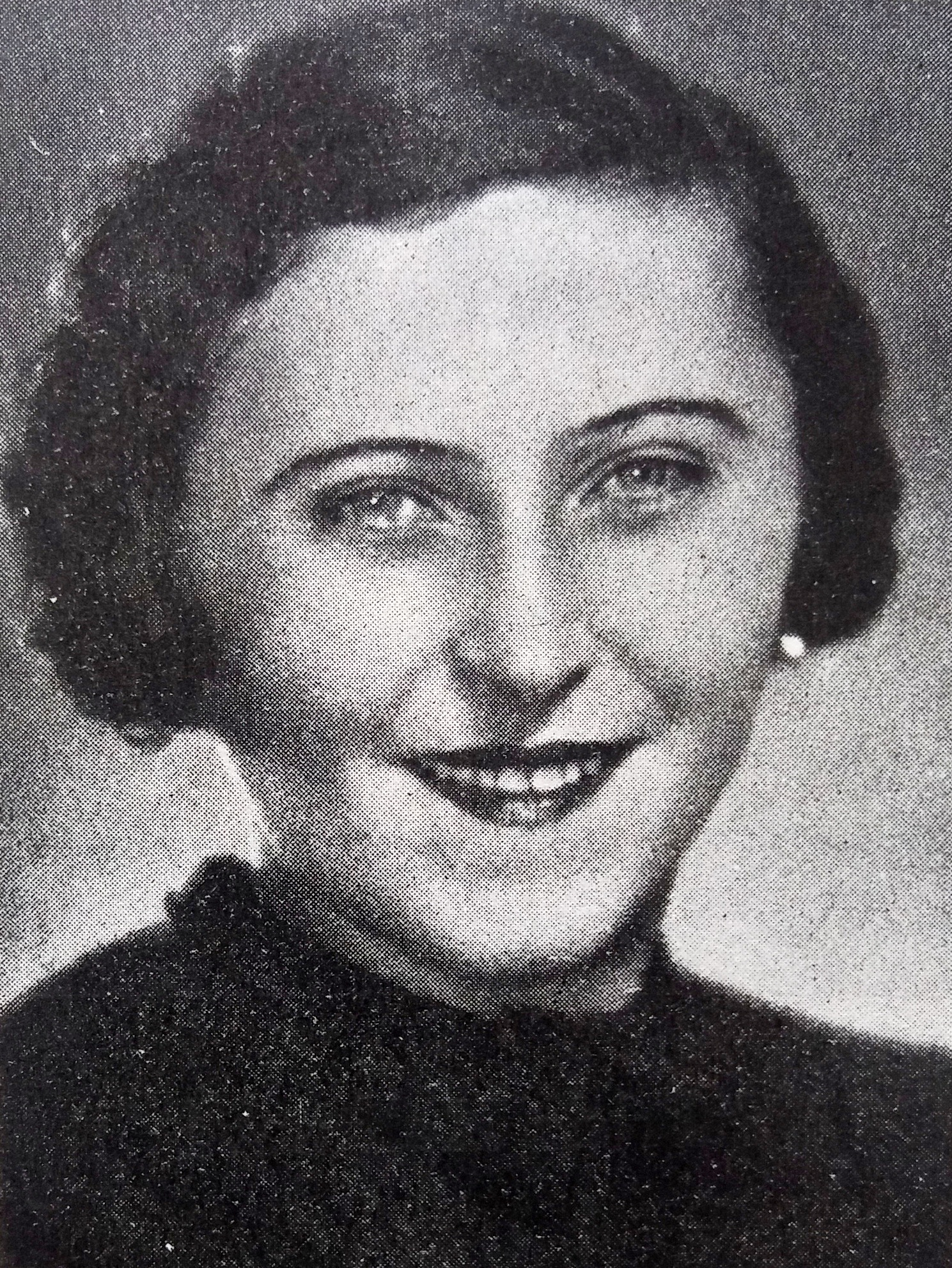
Ředitelka a režisérka divadla Míla Mellanová (foto před rokem 1941)

Pražské dětské divadlo (Míla Mellanová a skupina) byla divadelní scéna založená v roce 1935 českou herečkou a režisérkou Mílou Mellanovou.

## Zrod divadla
Tato scéna byla prvním profesionálním dětským divadlem, založeným podle vzoru Moskevského divadla pro děti Natalie Iljičny Sacové. Divadelní představení N. I. Sacové a S. G. Rozanova Černoušek a opička, uvedené v Moskevském divadle pro děti, které Mellanová zhlédla během zájezdu divadelníků na divadelní festival v Moskvě v roce 1934, bylo jedním z impulzů pro založení divadla. Divadlo pak Mellanová mnoho let financovala z vlastních prostředků.

## První působiště divadla
Pražské dětské divadlo zahájilo činnost dne 2. října 1935 v Novém divadle ve Stýblově pasáži na Václavském náměstí čp. 784 (pozdější sál divadla Semafor), uvedením hry Franta a Míťa letí o cenu. Od druhé sezóny (1936–1941) působilo divadlo v Hybernské ulici čp. 1001 v budově Komorního divadla, patřícího Městským divadlům pražským, kde uvádělo svá představení dvě odpoledne v týdnu.
Na podzim roku 1941, když soubor Městských divadel ztratil hlavní budovu na Vinohradech a musel se přestěhovat do Komorního divadla a do Divadla Na poříčí, se Pražské dětské divadlo přemístilo do budovy Divadla Na poříčí (čp. 1047) a v roce 1942 si divadlo pořídilo samostatnou scénu ve Štěpánské ulici č. 35 (býv. Denisův ústav),. V sezóně 1943/1944 uskutečnilo divadlo 343 představení, z toho však většinu na zájezdech (navštívili 90 míst Čech a Moravy), neboť pražský sál nebyl oficiálně schválen pro divadelní provoz.

## Soubor divadla
Míla Mellanová byla v Pražském dětském divadle ředitelkou a režisérkou až do roku 1945. Polovinu sezóny 1935/1936 a celou sezóny 1936/1937 působil v divadle také režisér Antonín Kurš. K dalším spolupracovníkům divadla patřily choreografky Niké Honcová, Jožka Šaršeová a Nina Jirsíková a skladatelé Jan Seidel a Václav Trojan. Stálého výtvarníka divadlo nemělo, spolupracovali s ním např. Jan Nušl, Ondřej Sekora, Josef Wenig, Zdeněk Adler a Míla Marešová. Po Kuršově odchodu režii her zajišťovala většinou sama M. Mellanová .
V dětském hereckém souboru dala prostor ředitelka především dětem z řad amatérů a začínajících herců, působil zde např. Karel Richter, který zde začal vystupovat ve svých deseti létech, v letech 1936–1938 hostoval v divadle Rudolf Hrušínský, dále zde působili např. Antonín Jedlička, Vladimír Salač a za války i Karel Pech.
M. Mellanová zaměstnala v divadle i Václava Vaňátka, který byl u nacistů na indexu, neboť dříve vedl d41 (divadlo dětí a mládeže při E. F. Burianově D41), jež zaniklo s uzavřením E. F. Burianova D41 dne 13. března 1941 a také několik členů divadla Větrník, kterým jinak hrozilo bez pevného pracovního poměru totální nasazení. Mezi nimi byli např. Vlastimil Brodský, Zdeněk Míka a Stella Zázvorková. Jednalo se převážně o dřívější posluchače Herecké školy divadla D41, kteří se příchodem k Mellanové zasloužili o výrazné zvýšení úrovně inscenační tvorby Pražského dětského divadla. Od roku 1943 působil v divadle tzv. Pokusný soubor mládeže, který připravoval mladé lidi mezi patnácti a osmnácti lety pro práci v divadle.

## Repertoár divadla
Od počátku působení divadla byly uváděny především sovětské hry pro děti a mládež. V roce 1939 požádala ředitelka Mellanová spisovatele Jaroslava Foglara o napsání divadelní hry ze skautského prostředí, které by divadlo mohlo pro mladé návštěvníky uvést. Tak vznikla hra Tábor ve Sluneční zátoce s podtitulem Ve stopách Hochů od Bobří řeky, kterou Foglar napsal podle své knihy Hoši od Bobří řeky  a která byla uvedena v premiéře dne 10. ledna 1940 a reprízovaná patnáctkrát na scéně Komorního divadla, kde tehdy Pražské dětské divadlo působilo. Ve hře vystupovali skuteční skauti, členové Foglarovy Dvojky (2. pražský oddíl Junáka), vedoucího oddílu Jestřába hrál člen divadla Karel Pech. Hra se setkala s příznivou kritikou, včetně uznání od Jindřicha Vodáka. Divadlo s uvedenou hrou hostovalo také v nuselském Tylově divadle a na Kladně.
Divadlo v letech 1939 až 1944 nastudovalo 26 premiér a jeho snahou bylo udržet český repertoár – 22 premiér tak bylo od českých autorů. Do Křičkových Dětských zpěvohříček se podařilo propašovat i Čapkovu Pošťáckou pohádku.
V sezóně 1945/1946 divadlo nastudovalo 6 premiér a uskutečnilo 258 představení.

### Uvedené divadelní hry, výběr
- 1935 Lily Weberová-Wehleová: Franta a Míťa letí o cenu, režie Míla Mellanová
- 1936 František Langer: Bratrstvo bílého klíče, režie Míla Mellanová
- 1936 N. I. Sacová, S. G. Rozanov: Černoušek a opička, režie Míla Mellanová
- 1936 N. I. Šestakov: Všudybyl Pam, režie Antonín Kurš (Pozn. Pam byla zkratka Práce a mír)[16]
- 1936 G. I. Matvějev: Medvídek Bílé Bříško, režie Antonín Kurš
- 1937 B. Sílová: Kouzelník Bury-Mury, režie Míla Mellanová
- 1937 M. J. Pinčevský: Ptačí mládě, režie Míla Mellanová
- 1938 J. K.Tyl: Jiříkovo vidění, režie Míla Mellanová
- 1940 B. V. Zon (dle Cervantese): Don Quijote, režie Míla Mellanová
- 1940 Jaroslav Foglar: Tábor ve Sluneční zátoce, režie Míla Mellanová
- 1941 R. A. Stemmle: Honzík Pára, režie M. Procházka
- 1942 V. Vaňátko (podle K. J. Erbena): Dětský rok na vsi, režie V. Vaňátko
- 1942 F. Forster: Malý Muk, režie Míla Mellanová
- 1942 V. Vaňátko: Bezhlavý rytíř, režie V. Vaňátko
- 1943 G. Raeder, A. Heyduk: Aladin a kouzelná lampa, režie Míla Mellanová
- 1943 J. Křička: Oživlé loutky, režie Míla Mellanová
- 1943 J. Křička: Dětské zpěvohříčky, režie Míla Mellanová
- 1943 J. Pokorný: Jak se Honza učil bát, režie M. Procházka
- 1943 J. Hloucha: Žvanivý slimák, režie Míla Mellanová
- 1944 M. Kopecký, J. Křička: Doktor Faust, režie Míla Mellanová
- 1944 H. Stuchlý, Fialový mstitel, režie Míla Mellanová

## Přejmenování divadla a poválečná činnost
V roce 1944 bylo divadlo přezváno na Pražské divadlo pro mládež. Divadlo působilo po květnu 1945 v objektu divadla Akropolis, který mu byl přidělen Svazem české mládeže. K divadlu bylo přičleněno Studio, vedené Boženou Jelínkovou, jehož cílem bylo seznamovat děti a mládež s češtinou a s literaturou. V letech 1945–1949 byla Míla Mellanová v Pražském divadle pro mládež uměleckou vedoucí a současně i režírovala. Krátce působil jako umělecký šéf divadla i František Kovářík. V roce 1949 bylo divadlo přejmenováno na Městské divadlo pro mládež (resp. Divadlo pro děti a mládež) a spojilo se s Divadlem mladých pionýrů. M. Mellanová zde pracovala do roku 1951 jako režisérka a dramaturgyně. Divadlo tehdy působilo v Dlouhé třídě č. 39 a později se z něj stalo Divadlo Jiřího Wolkera , které zaniklo v roce 1995, kdy však již čtyři roky hrálo pod jménem Divadlo na Starém Městě.

## Citát
| „                                                 | Chceme, aby divadlo pro mládež se stalo nepostradatelnou umělecko-etickou složkou výchovy dětí, aby naše činnost byla autorům podnětem k napsání dobrých dětských her, aby byla zakládána stálá divadla pro děti a mládež ve všech velkých městech republiky! | “ |
| — z letáku Pražského dětského divadla z roku 1936 | |   |